# Jakob Sarasin

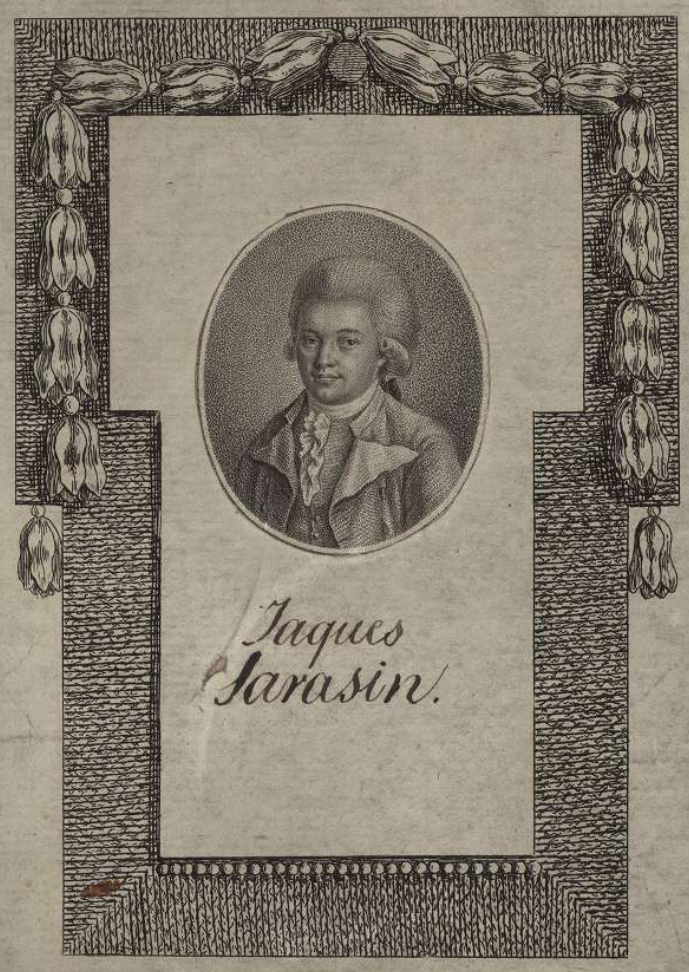
Jakob Sarasin

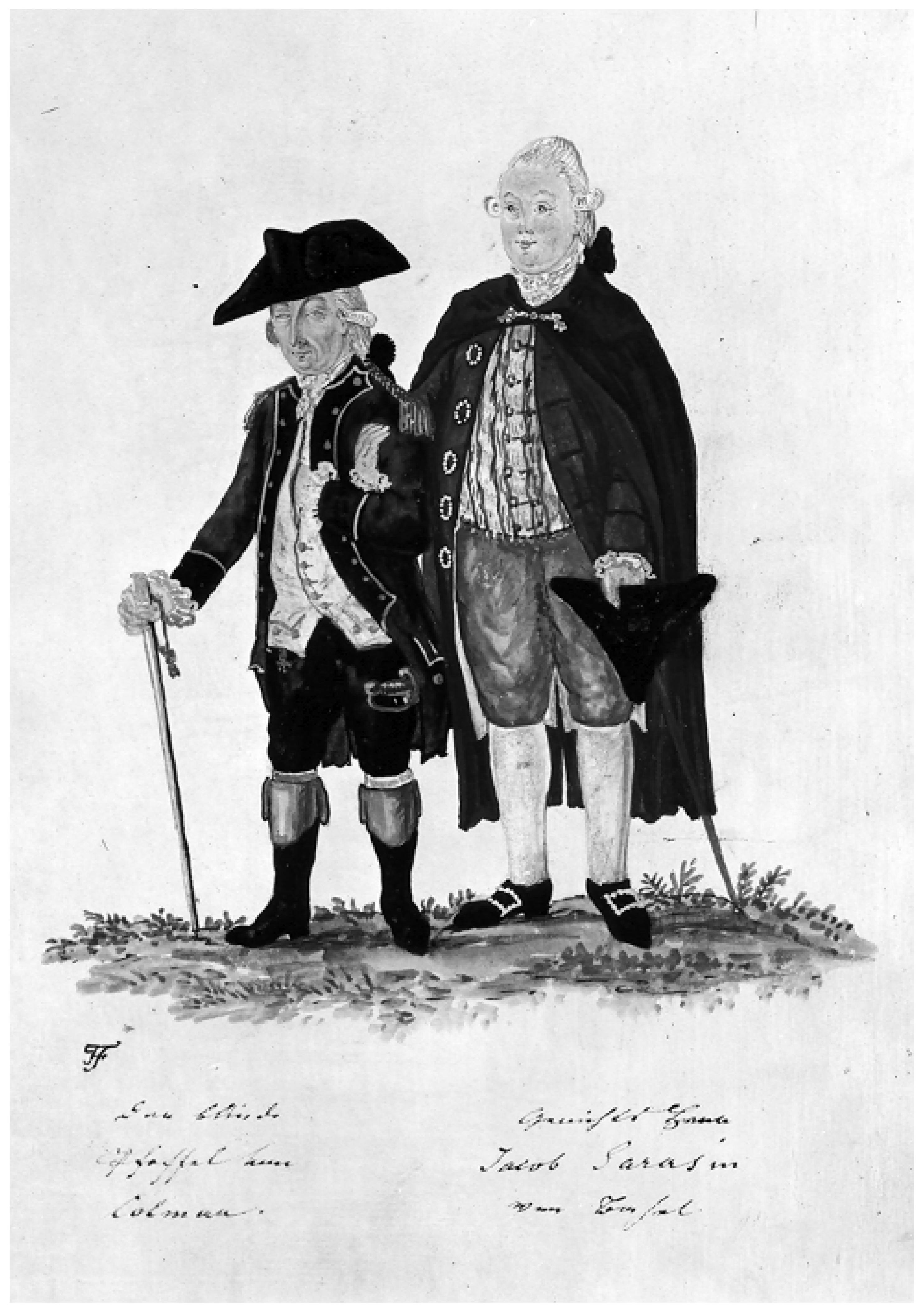
Franz Feierabend (1755–1800): «Der blinde Pfeffel von Colmar» und «Gerichtsherr Jacob Sarasin von Basel»

Jakob Sarasin-Battier (* 26. Januar 1742 in Basel; † 10. September 1802 ebenda) war ein Seidenbandfabrikant, der in der Zeit der Aufklärung mäzenatisch und schriftstellerisch in Erscheinung trat. Das von ihm erbaute und bewohnte Weisse Haus in Basel war ein kultureller Treffpunkt.

## Leben

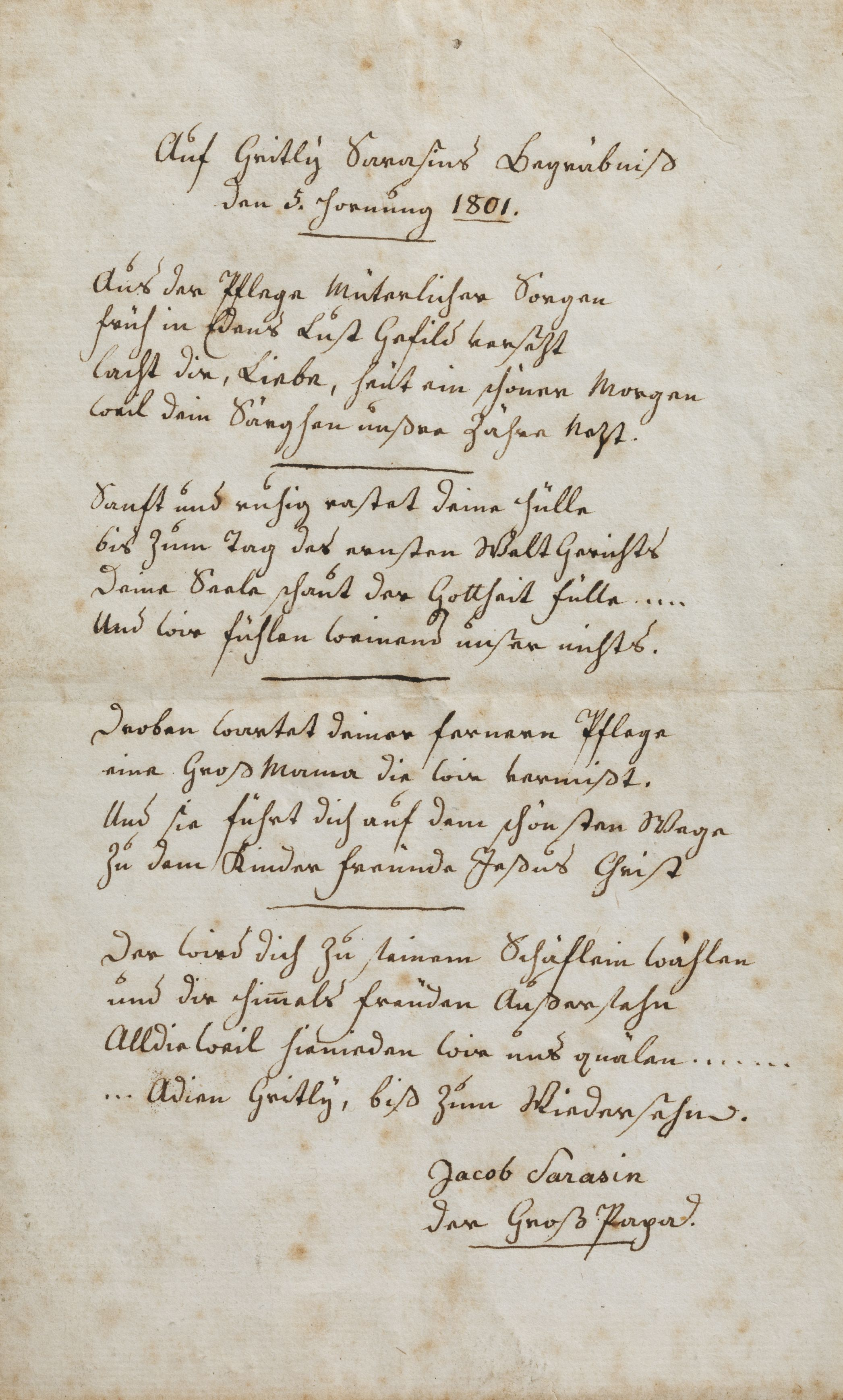
Handschriftliches Gedicht Sarasins zum Begräbnis seiner Enkelin Gritly, 1801

Jakob Sarasin war der Sohn des Seidenbandfabrikanten Hans Franz Sarasin (1695–1746) und der Susanna Katharina Fattet, Schwester des Basler Unternehmers Lukas Fattet. Ab 1752 wurde er in Mülhausen, Neuchâtel und Augsburg zum Kaufmann ausgebildet. Bereits 1754 war er Teilhaber der, nach Vaters Tod, durch Bruder Lukas Sarasin weitergeführten Seidenbandfabrik. 1761 ging er auf eine Bildungsreise nach Italien, 1770 heiratete er die Kaufmannstochter Gertrud Battier. 1762–1769 liess er von Samuel Werenfels das Weisse Haus (ehemals Wendelstörferhof) erbauen, das noch heute ein architektonisches Wahrzeichen Basels ist.
Sarasin pflegte während Jahrzehnten Bekanntschaften und Freundschaften mit zahlreichen Vertretern der Aufklärung und des Sturm und Drang, die ihn häufig besuchten oder mit ihm intensiv korrespondierten: Wilhelm Heinse, Isaak Iselin, Johann Georg Jacobi, Johann Heinrich Jung-Stilling, Christoph Kaufmann, Friedrich Maximilian Klinger, Sophie von La Roche, Johann Caspar Lavater, Jakob Michael Reinhold Lenz, Franz Christian Lerse (Franz Lersé; 1749–1800), Johann Heinrich Merck, Gottlieb Konrad Pfeffel, Johann Heinrich Pestalozzi, Johann Konrad Pfenninger, Heinrich von Preußen, Johann Georg Schlosser. Sarasin, der kurze Zeit nach Herrnhuterischen Grundsätzen erzogen worden war, hatte ein breites religiöses Interesse. Er war Mitglied des Konsistoriums der französischen Kirche, nahm Anteil an den theologischen Arbeiten Lavaters und verfasste eine Lobrede auf Mahomet, sein Paradies und seinen Koran. Den Alchemisten Alessandro Cagliostro, der seine Frau 1781 während einer Erkrankung gepflegt hatte, unterstützte Sarasin finanziell. Die Nähe zu Cagliostro und die spiritistischen Interessen kamen in der Eröffnung einer «ägyptischen Loge» im Weissen Haus zum Ausdruck. Sarasin trat mit literarischen Arbeiten sowie mit volkswirtschaftlichen, pädagogischen und weiteren Abhandlungen und Reden in Erscheinung. Zusammen mit Lavater und Klinger schrieb er im Juli 1780 die ersten Kapitel des Plimplamplasko, einer Satire auf Kaufmann und den Kult des Originalgenies.
Sarasin nahm am öffentlichen Leben teil und war sozial tätig. Er trat 1774 in die Helvetische Gesellschaft ein (1794 zu deren Präsident gewählt) und mit Isaak Iselin gründete er 1777 die Gesellschaft für das Gute und Gemeinnützige Basel (1786 zu deren Präsident gewählt). Neben seiner Tätigkeit als Appellationsrichter war er ab 1788 Grossrat und vertrat als Ergebnis seines aufklärerischen Engagements zu Beginn der Helvetik 1798 die ländlichen Kantonsbewohner in der revolutionären Basler Nationalversammlung.

## Werke
Die schriftlichen Zeugnisse Jakob Sarasins (Briefe, literarische Arbeiten, Abhandlungen) sind weitgehend unveröffentlicht. Sie befinden sich als Teil des Sarasin'schen Privatarchivs im Staatsarchiv Basel-Stadt (Signatur PA 212a F)
- Plimplamplasko, der hohe Geist (heut Genie) (1780)
- Mahomet, sein Paradies und sein Koran (1785)
- Über das Erziehungswesen in den Schweizer Kantonen (1786)
- Der Hausfriede (unpubliziert)
- Der Spaziergang in Pratteln (1780, unveröffentlicht)